# Pandèmia de COVID-19 a Gàmbia
La propagació de la pandèmia per coronavirus de 2019-2020 a Gàmbia es va confirmar el 17 de març de 2020 arran de la prova positiva d'una dona jove que tornava del Regne Unit.
En data del 18 d'abril, el país comptava 9 casos confirmats, 2 persones guarides i una víctima mortal.

## Cronologia
El govern de Gàmbia va anunciar el primer cas de contaminació amb coronavirus el 17 de març de 2020. Es tractava d'una dona jove que havia tornat del Regne Unit.
El 18 de març 32 passatgers que arribaven del Regne Unit foren posats en quarantena a un hotel de Banjul. Tanmateix 14 d'ells se n'escaparen.
El mateix dia, el president Adama Barrow va decretar el tancament de les escoles i va prohibir les concentracions públiques durant 21 dies.
El 19 de març de 2020, l'Assemblea Nacional Assembly de Gàmbia va anunciar que es suspendrien les seves sessions. La Truth, Reconciliation and Reparations Commission investigating l'expresident Yahya Jammeh també es va suspendre. El mateix dia, s'anul·laren els vols internacionals amb 13 països europeus, i es va instaurar una quarantena obligatòria per als passatgers que venen de 47 estats. Alhora es suspengueren tots els partits de futbol per uns 21 dies.
El ministeri de Salut va anunciar el 23 de març la primera víctima mortal, un ciutadà de 70 anys, nadiu de Bangladesh, que havia entrat a Gàmbia el 13 de març després de passar per Senegal. Alhora es va informar del tacament de la frontera amb Senegal durant 21 dies
El 24 de març es revelava el tercer cas confirmat, un ciutadà gambià de 71 anys que havia tornat la setmana anterior, el dia 17, de França.

## Dades estadístiques
Evolució del nombre de persones infectades amb COVID-19 a Gàmbia